# 薛永年
薛永年（1941年11月—），北京人，中国美术史论家，书画鉴赏家，中央美术学院教授，中央文史研究馆馆员，中国国家画院美术研究院副院长，中国美术家协会理事兼理论委员会主任。

## 生平
1980年毕业于中央美术学院美术史系研究生班。